# Аеродром Торонто
Међународни аеродром „Пирсон” Торонто (: , : ; енгл. Toronto Pearson International Airport) је главни највећи међународни аеродром у Канади, и опслужује Торонто и околину. Удаљен је 27 km од центра Торонта. Највећи део аеродрома се налази у граду Мисисоги.
Садашње име аеродром је добио 1984. по бившем канадском премијеру Лестеру Пирсону.
Током 2006, овај аеродром је користило 30,9 милиона путника. Аеродром има 5 писта и два терминала, 1 и 3, док је терминал 2 затворен јануара 2007.

## Терминале и авио-компаније

### Терминал 1
- Ер Канада
  - Домаће летове: (Калгари, Шарлоттаун [сезонски], Дир Лејк (Њуфаундленд и Лабрадор), Едмонтон, Форт Микмуреј, Халифакс, Келоуна, Монтреал, Отава, Сент Џонс, Ванкувер, Викторија, Винипег)
  - Сједињене Америчке Државе: (Атланта, Бостон, Чикаго, Далас, Денвер, Форт Лодердел, Форт Мајерс, Хјустон, Лас Вегац, Лос Анђелес, Мајами, Њујорк, Њуарк, Орландо, Финикс, Сан Дијего, Сан Франциско, Сан Хуан [сезонски], Сијетл, Tampa, Вашингтон, Вест Палм Бич)
  - Међународни летови: (Антигва, Аруба, Барбадос, Пекинг, Бермуда, Богота, Буенос Ајрес, Канкун, Каракас, Каја Коко, Кајо Ларго дел Сур, Козумел, Даблин [сезонски], Франкфурт, Гранд Кејман, Хавана, Холгвин, Хонгконг, Кингстон, Ла Романа, Лос Кабос, Лима, Лондон, Манчестер [сезонски], Мексико Сити, Монтиго Беј, Минхен, Насау, Париз, Порт ов Спејн, Провиденцијалес, Пуерто Плата, Пуерто Валарта, Пунта Кана, Рим, Сан Хозе, Сан Хосе дел Кабо, Сантијаго, Сао Пауло, Сеул, Шангај, Шанон [сезонски], Свети Мартен [сезонски], Света Луција, Тел Авив, Токио, Варадеро, Зихуатанејо, Цирих)
  - Ер Канада операција управља Ер Џорџиан (Албани, Алентаун/Бетлехем/Истон, Харисбург, Хартфорд/Спрингфилд, Кингстон (Онтарио), Манчестер (Њу Хемпшир), Провиденц, Рочестер (Њујорк), Сарнија, Вајт Плејнз)
  - Ер Канада Ђаз (Атланта, Балтимор/Вашингтон, Бостон, Шарлот, Шарлоттаун [сезонски], Чикаго, Клевланд, Колумбус, Детроит, Фредериктон, Халифакс, Хартфорд/Спрингфилд, Индианаполис, Канзас Сити, Лондон (Онтарио), Милуоки, Миниаполис/Свети Павле, Монктон, Монтреал, Нешвил, Њујорк, Њуарк, Норт Беј, Отава, Филаделфија, Пицбург, Квебек Сити, Ралеј/Дурхам, Реџајна, Свети Јован, Сарасота/Брадентон [сезонски], Саскатун, Су Сејнт Мери, Сејнт Луис, Садбури, Тандер Беј, Тиминз, Вашингтон, Виндзор, Винипег)
- Ер Џамајка (Кингстон)
- Алиталиа (Милано, Рим [сезонски])
- Аустриан ерлајнс (Беч)
- Кондор ерлајнс (Франкфурт)
- Итихад ервејз (Абу Даби)
- ЛОТ Полиш ерлајнс (Варшава)
- Луфтханза (Франкфурт)
- Мексикана (Мексико Сити)
- Санвинг ерлајнс (Акапулко [сезонски], Каја Коко [сезонски], Камагуеј [сезонски], Холгвин [сезонски], Хуатулко [сезонски], Либерија [сезонски], Монтиго Беј [сезонски], Пунта Кана [сезонски], Пуерто Плата [сезонски], Пуерто Валарта [сезонски], Сантијаго де Куба [сезонски], Варадеро [сезонски])
- Јунајтед ерлајнс (Чикаго, Сан Франциско)
  - Јунајтед Експрес операција управља Чаутаукуа ерлајнс (Вашингтон)
  - Јунајтед Експрес операција управља Шатл Америка (Денвер, Вашингтон)